# Polná
Polná (prononcé en tchèque : [ˈpolna:]) (en allemand : Polna) est une ville du district de Jihlava, dans la région de Vysočina, en République tchèque. Sa population s'élevait à 5 230 habitants en 2024.

## Géographie
Polná est située dans les monts de Bohême-Moravie. Elle est arrosée par la rivière Šlapanka, un affluent de la Vltava, et se trouve à 14 km au nord-est de Jihlava et à 114 km au sud-est de Prague.
La commune est limitée par Věžnice, Brzkov et Nížkov au nord, par Poděšín et Rudolec à l'est, par Stáj, Dobroutov, Záborná, Věžnička et Ždírec au sud, et par Dobronín et Kamenná à l'ouest.

## Histoire
La première mention écrite de la localité date de 1242, mais elle a été fondée dans la seconde moitié du XIIe siècle. Il y avait déjà eu une église à Polná précédemment, et un château dans les environs, qui s'appelait à l'origine Polmna. La ville se trouve à la limite entre les deux régions historiques de Bohême et de Moravie. Jihlava fut un grand centre commerçant et d'une grande importance stratégique.

## Administration
La commune se compose de cinq sections :
- Hrbov
- Janovice
- Nové Dvory
- Polná
- Skrýšov

## Galerie

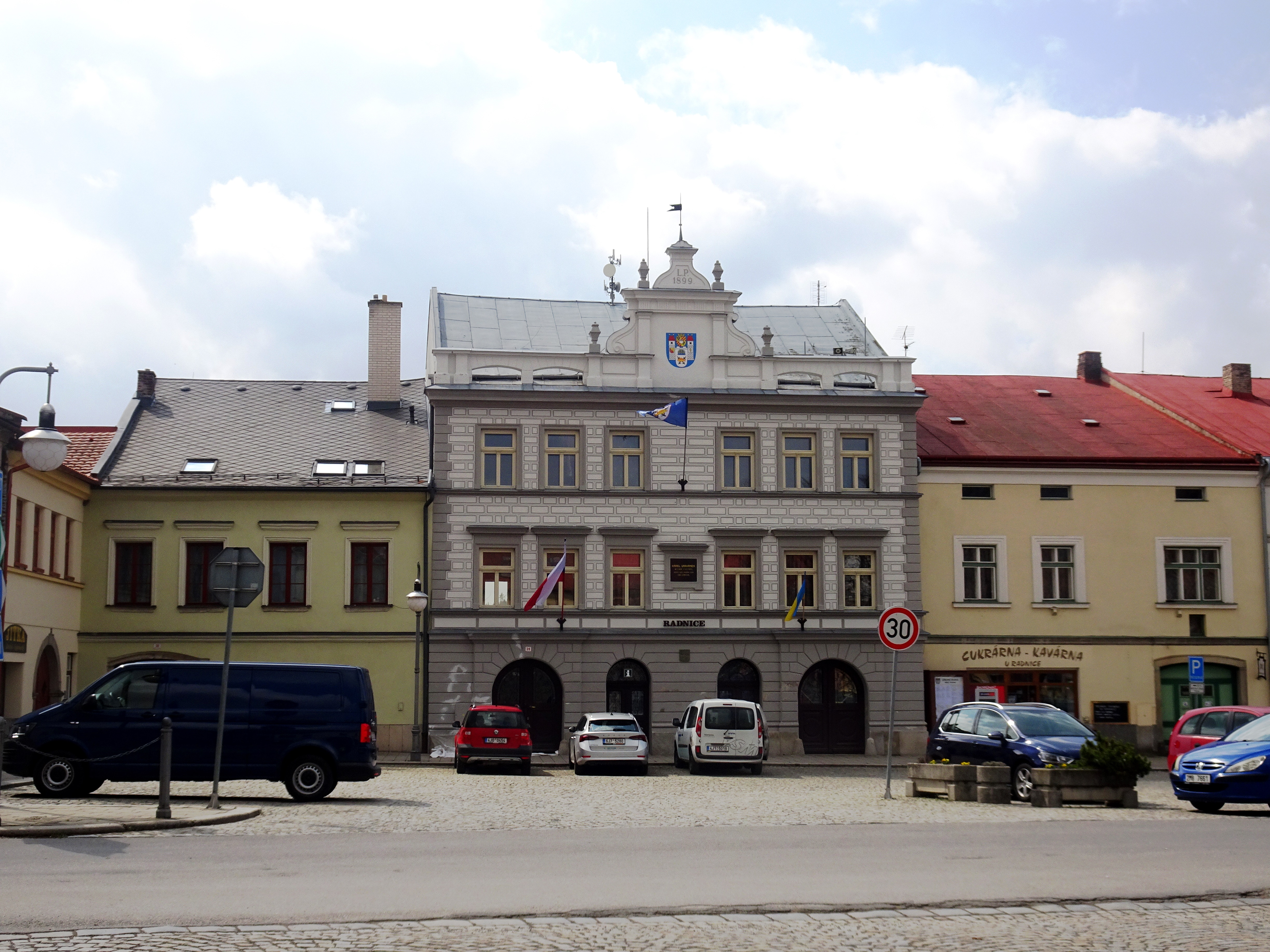
Hôtel de ville.
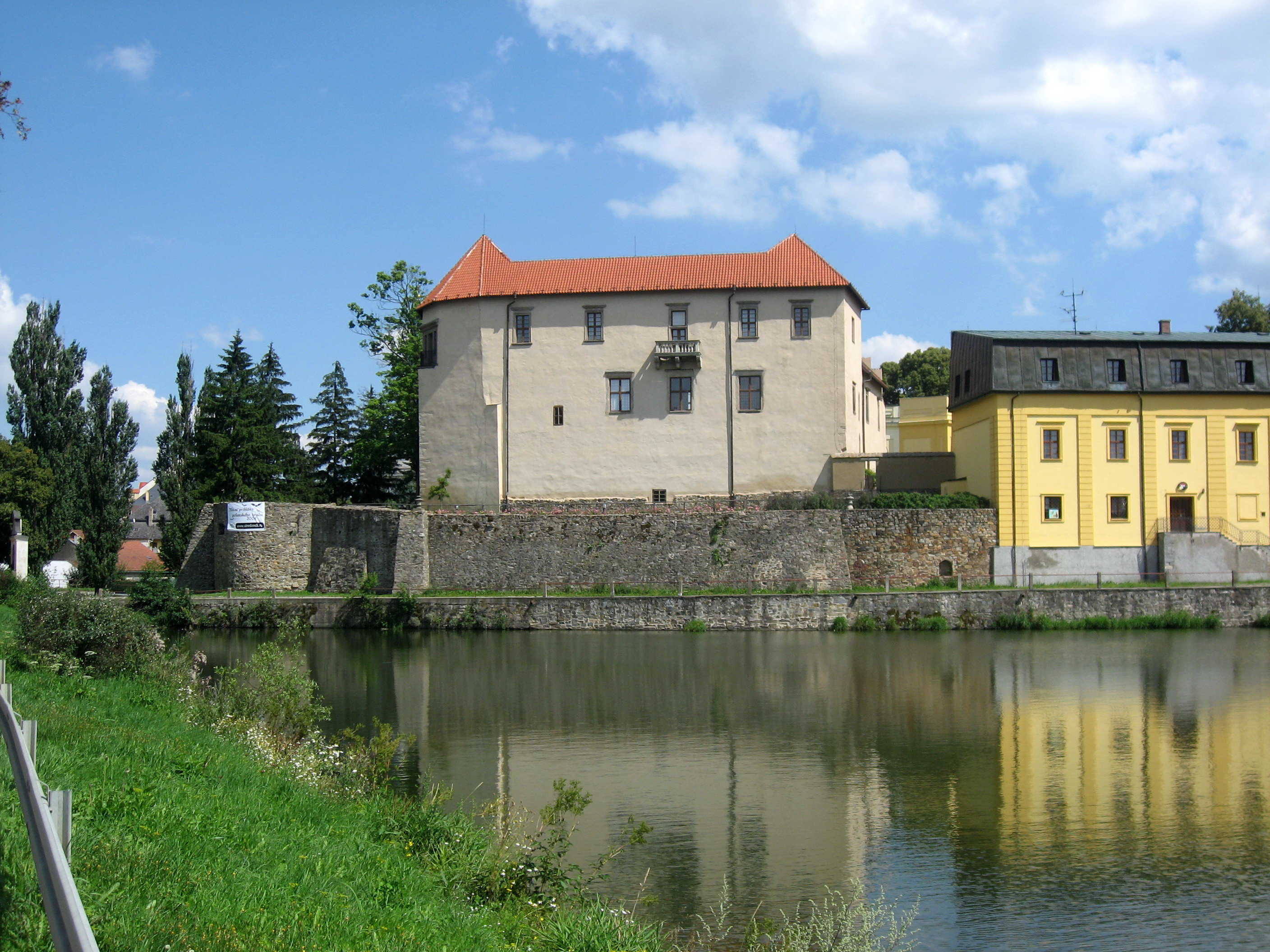
Château de Polná.

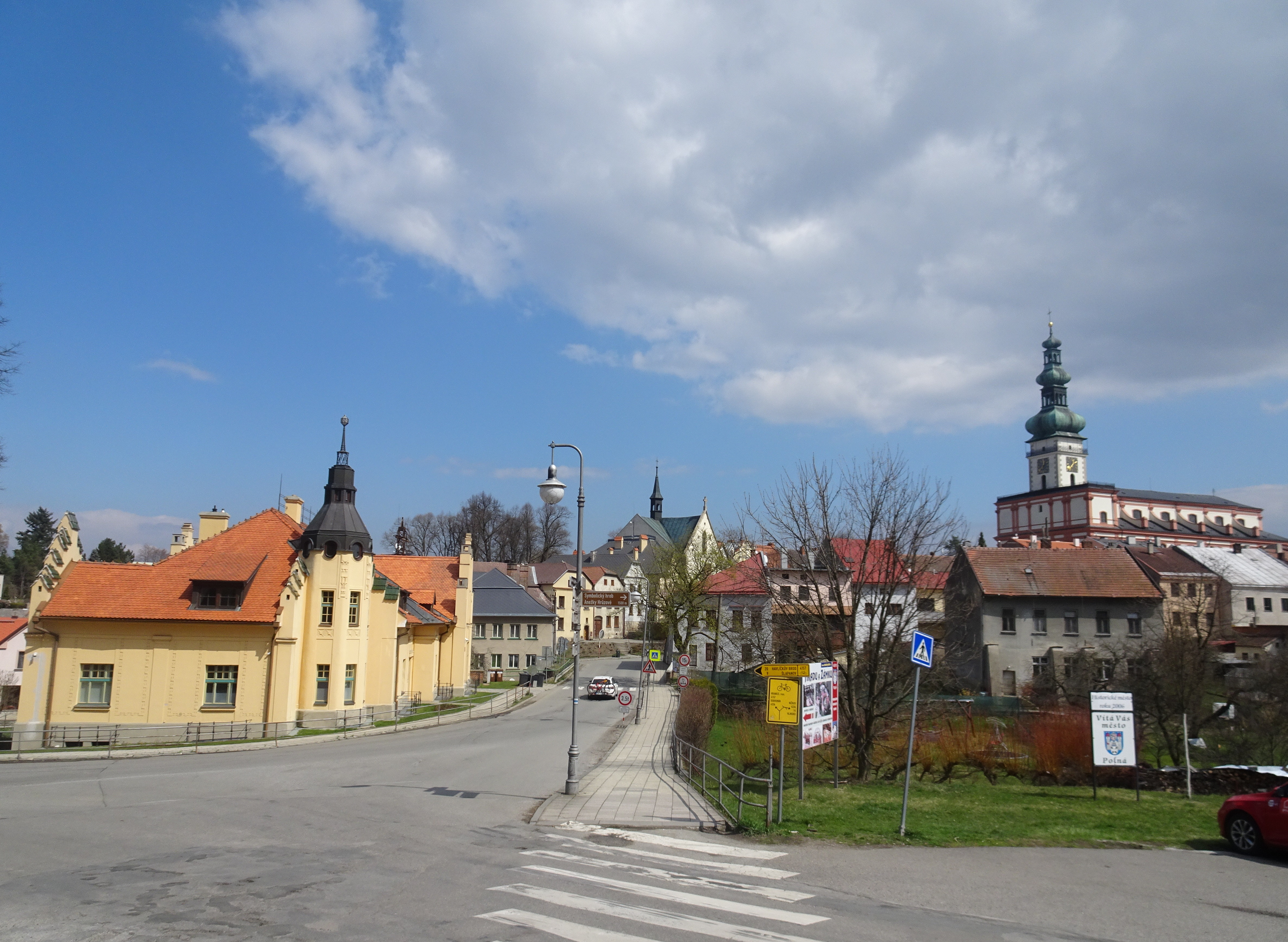
Tyršova.
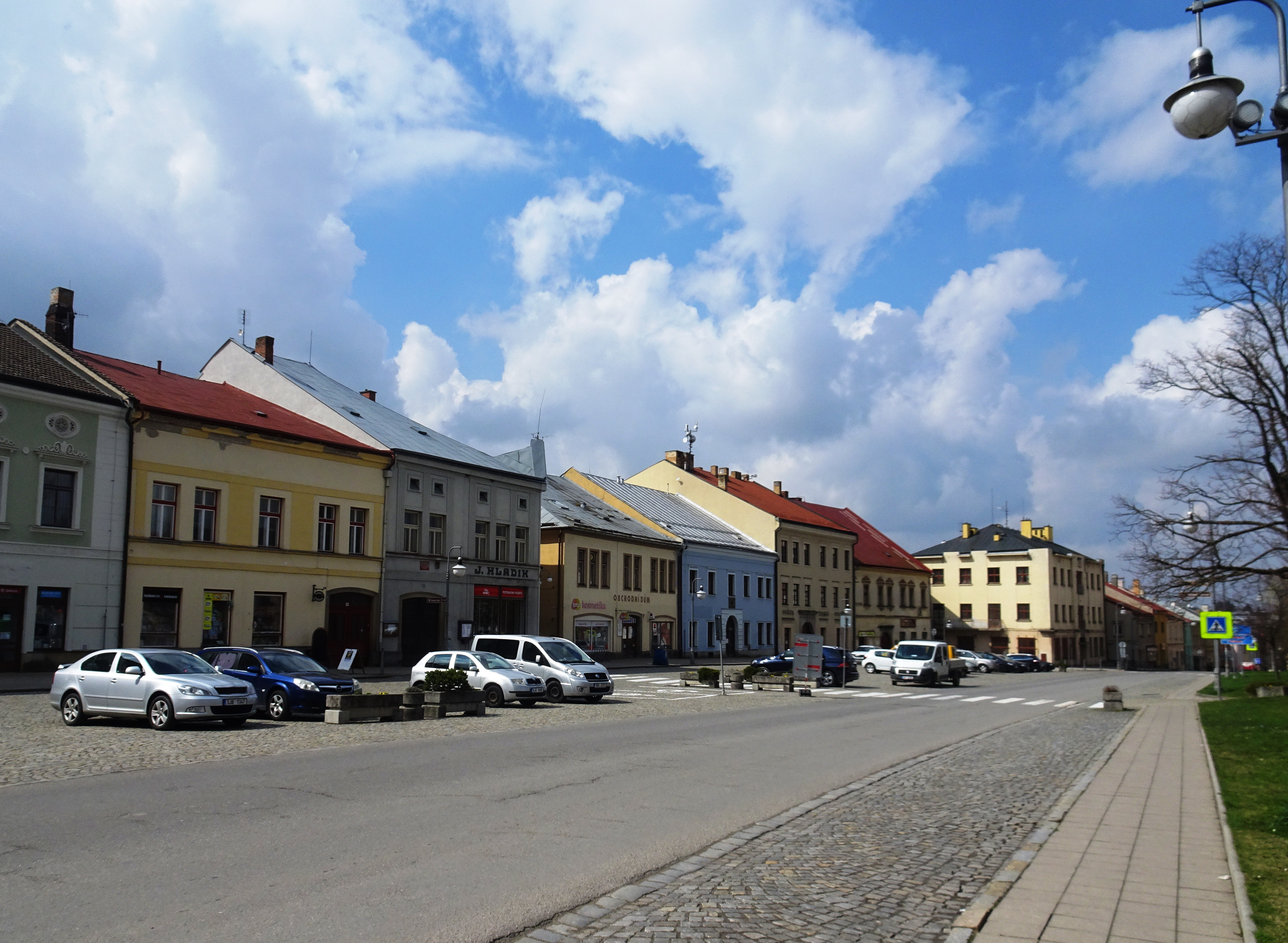
Place Husovo.

## Transports
Par la route, Polná se trouve à 11 km de Přibyslav, à 19 km de Jihlava et à 134 km de Prague.